# Жемчугова (деревня)
Жемчуго́ва — деревня в Усть-Кутском районе Иркутской области, Россия. 
Расположена на правом берегу Лены в 80 км юго-юго-восточнее Усть-Кута и в 435 км севернее Иркутска (по воздуху). Население — 5 человек (2010).
Находится на межселенной территории Усть-Кутского района, управляется напрямую районной администрацией. Глава администрации — Климина Тамара Александровна.